# Голосов, Лукьян Тимофеевич
Лукья́н Тимофе́евич Го́лосов (1620-е — 1680-е) — думный дворянин, думный дьяк, поэт, переводчик.
При подаче документов (03 марта 1682), для внесения рода Голосовых в Бархатную книгу, думным дьяком Лукьяном Тимофеевичем Голосовым была предоставлена сказка о своём происхождении.

## Биография
Подьячий (1640-х). Дьяк Патриаршего разряда (1654—1663), письмоводитель патриарха Никона. Известны патриаршие письма, скреплённой подписью «диак Лукьян Голосов» — валашскому воеводе Стефану (1 декабря 1657) и Газскому митрополиту Паисию Лигариду о позволении приехать в Россию (10 мая 1656)
Лукьян Тимофеевич продал свою вотчину патриарху Никону для строящегося Ново-Иерусалимского монастыря (1657). В купчей говорилось: «Се аз, Лукьян Тимофеев сын Голосов, продал вотчину свою Святейшему Никону Патриарху Московскому и всея Руси, в Московском уезде, в Сурожском стане село Никулино на реке на Истре, да в том селе церковь во имя Пресвятыя Богородицы да в пределах трех Святителей вселенских, Василия Великого, Григория Богослова, Иоанна Златоустого, да великого чудотворца Николая и великомученика Георгия, со всяким строением и с колоколами…»
Дьяк Аптекарского приказа (1657) Сохранился перевод Л. Т. Голосова с латыни рукописи доктора англичанина Самуила Коллинса (1664), xpaнящийся в фонде Аптекарского приказа. Перевод написан на столбцах и подклеен прямо к подлиннику, как это было принято при подготовке документов «в доклад» государю.
Когда патриарх Никон оставил престол (1658), Лукьян Голосов переведён в Мастерскую палату.
По велению Алексея Михайловича вместе с другими, составлял выписку из правил, относительно перспектив пребывания церкви в случае отказа патриарха от его престола (21 декабря 1662).
Пожалован думным дьяком и впервые упомянут в данном чине в Галицкой и Владимирской чети (1667), Малороссийского приказа (1668).
Служил в Посольском приказе (1670).
Упомянут в составе посольства в Польшу с боярином И. В. Бутурлиным (1674), бояриным, князем Н. И. Одоевским, (1678), за что получил жалования 700 рублей и на 200 рублей соболей.
По переписным книгам (1677—1678) — владелец 70 дворов в Московском уезде, в Алексине, на Белоозере, во Владимире, в Белёве.
Пожалован чином думного дворянина (1682). Во время Стрелецкого бунта 1682 года, в результате которого власть была передана царевне Софии, играл заметную роль.
«20 сентября Голосов был послан с грамотами патриарху Иоакиму (он оставался в столице) и всем стрелецким полкам „и их, служивых, уговаривал. И в грамотах им писано, чтоб они великим государем служили верно и от смятения престали и сполохов и страхования в царствующем граде не чинили, и что князь Иван да князь Андрей Хованские за измену казнены, а тое не вступалися. . . А служивым . . . государскаго гнева и опалы не было, и были б без смущения на их царскую милость надежны, а для челобитья дел своих, кому надобно, шли бы в поход“ (к Троице) („Созерцание краткое лет 7190 и 191 и 92, в ниже что содеяся во гражданстве“). Ясно, что Голосов не только пользовался доверием правительства, но и был популярным в Москве человеком.»
В середине XVII века в Москве в Белом городе (урочище Кулишки) в приходе церкви Николы в Подкопаях находилась усадьба Лукьяна Тимофеевича Голосова.
По его фамилии был назван исчезнувший (1745) Голосов переулок.

## Семья
- Тимофей Голосов — пожалован из подьячих в дьяки за успешное посольство в Крым вместе с Прокопием Соковниным (1634), ведал Галицкой, Владимирской, Новгородской четями, служил в Сыскном приказе, Каменном приказе, Печатном приказе, скончался на службе в Астрахани († 1646).

Три его сына: Иван Большой, Григорий и Иван Меньшой служили стольниками, первые двое ездили с отцом в составе посольства в Польшу (1678). Род Голосовых идущий от думного дьяка Лукьяна Тимофеевича угас (около 1760).

## Сочинения
«К 1682 году относятся „Диалоги о премудрости воплощения сына божия“, поднесенные Голосовым царевне Софье. Судя по рукописи, это обширное силлабическое произведение исполнялось во время рождественских праздников. По композиции оно было типичным для жанра диалога и распределялось между двенадцатью „отроками“ (видимо, учениками Заиконоспасской школы, которой ведал Сильвестр Медведев, или между малыми певцами, „недоростками“ церковного хора). Из „Диалогов о премудрости воплощения сына божия“ очевидно, что Голосов хорошо усвоил и силлабическую версификацию, и основные правила риторики. Диалог занимал большое место в структуре барочного школьного театра. В XVII веке его часто смешивали с декламацией, хотя в его основе лежал спор, словесный конфликт, в то время как декламация была распространенным описанием. В диалоге в большей степени, нежели в декламации, присутствовали элементы театральности, хотя диалог не имел строго описанных сценических норм, не нуждался в особом поэтическом вымысле, и по мнению театральных деятелей, произносился, а не разыгрывался. Как правило, исполнявшие диалог „строки“ не наряжались в театральные костюмы».